# Großsteingräber bei Hammah
Die Großsteingräber bei Hammah sind vier zwischen 3500 und 2800 v. Chr. entstandene megalithische Grabanlagen der jungsteinzeitlichen Trichterbecherkultur (TBK) nahe der Gemeinde Hammah im Landkreis Stade in Niedersachsen. Sie tragen die Sprockhoff-Nummern 652–655. Die Gräber 1–3 wurden 1921 durch Karl Hermann Jacob-Friesen (1886–1960) wissenschaftlich untersucht.

## Lage
Die vier Großsteingräber liegen auf dem Gebiet der zur Samtgemeinde Oldendorf-Himmelpforten gehörenden Gemeinde Hammah im Elbe-Weser-Dreieck in Niedersachsen in einem ehemaligen Moor. Bei der Trockenlegung und Kultivierung des Moores während des Ersten Weltkrieges kamen unerwartet die Steine mehrerer Gräber zutage, die ursprünglich auf einer flachen, sandigen Geländekuppe errichtet worden waren, auf der die Hochmoorbildung erst später einsetzte. Die vier Gräber sind Teil einer größeren Nekropole, die sich nordöstlich von Hammah in der von Nordwesten nach Südosten verlaufenden Linie hinzieht. Insgesamt wurden hier 15 Grabanlagen festgestellt, von denen neun aber nicht-megalithisch sind.
Grab 1 liegt nahe dem zu Hammah gehörenden Ortsteil Groß Sterneberg unmittelbar östlich an der beide Orte verbindenden Bahnhofstraße. 1,1 km ostsüdöstlich hiervon liegen die Gräber 2 und 3 am südöstlichen Ende der Nekropole. Sie sind nur 20 m in nord-südlicher Richtung voneinander entfernt. An dieser Stelle befinden sich außerdem zwei Grabhügel. Grab 4 liegt etwa auf halber Strecke zwischen Grab 1 und den Gräbern 2 und 3.

## Beschreibung

### Grab 1

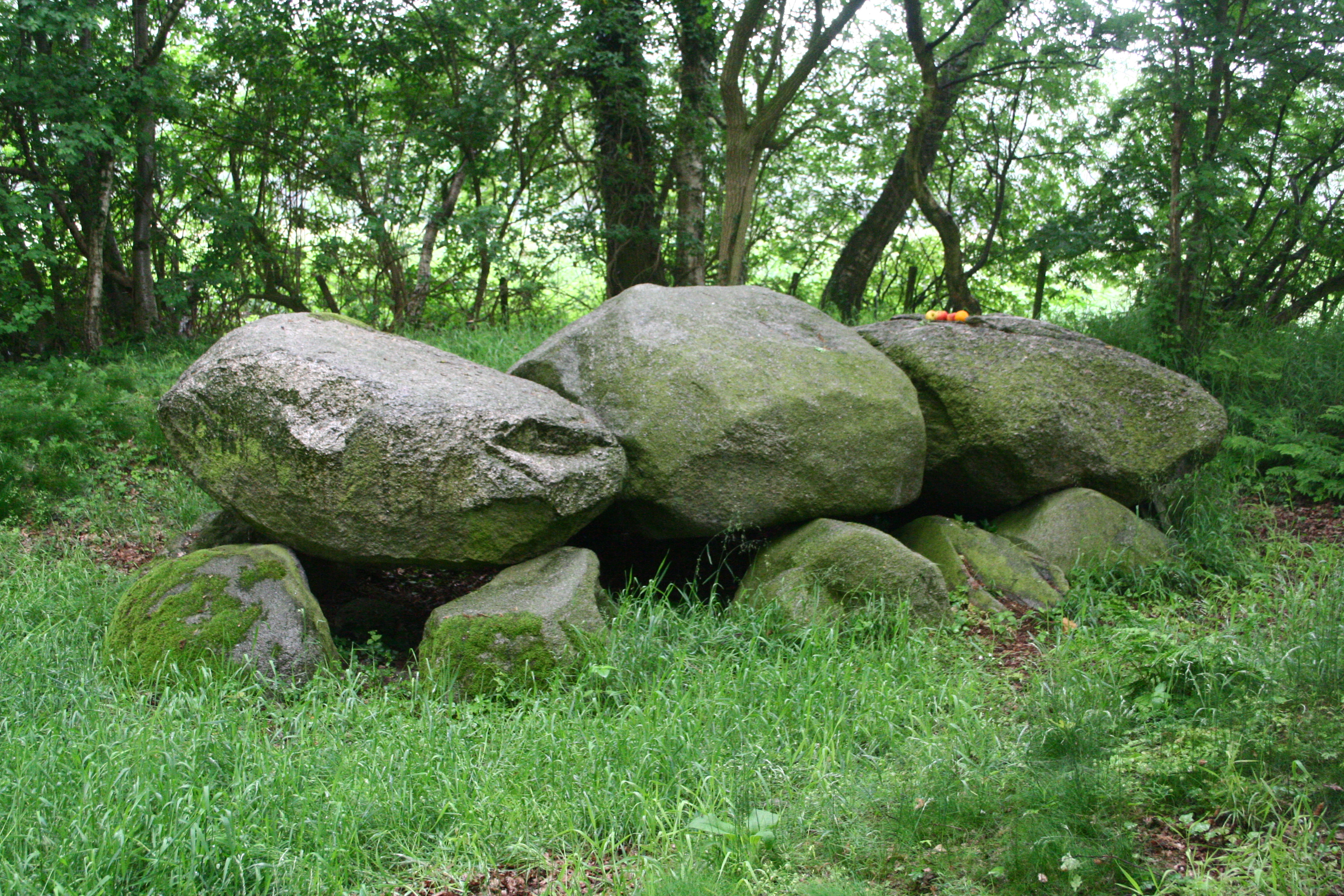
Grab 1

Die eingetiefte Anlage besteht aus den vollständig erhaltenen zehn Wandsteinen mit dem zugehörigen Zwischenfutter aus Trockenmauerwerk und drei großen Decksteinen. Die Wandsteine wurden in einer rechteckigen Grube in feinkörnigen Sand eingelassen. Außen wurden sie mit einer Packung aus geschlagenen Graniten und Rollsteinen gestützt. Mit einer Breite von zwei Metern und bis zu einer Tiefe von 2,25 Meter, gemessen von der Oberseite des mittleren Decksteins ist die Packung außerordentlich mächtig. Der Kammerboden ist mit größeren Geschieben gepflastert. Ein Zugang mit flankierenden Steinen fehlt, so dass es sich um eine Variante des Ganggrabes handelt, das entweder nie einen, oder nur einen hölzernen, daher vergangenen, Zugang hatte. Hier besonders schwer zu beurteilen, da auch eine Hügelschüttung oder deren Einfassung nicht vorgefunden wurden. Dies und einiges andere spricht für eine besonders alte Bauform.
Die Restaurierung erfolgte 1968, eine erste Untersuchung im Jahre 1921 durch Karl Hermann Jacob-Friesen. Nach einer Veröffentlichung in der Prähistorischen Zeitschrift hat das Grab folgende Funde enthalten:
1. Sieben Scherben eines größeren Tongefäßes, dessen Form sich nicht rekonstruieren ließ. Drei Scherben sind mit parallelen Rillen und einem aufgelegten Wulst verziert, eine Verzierungsart der Bronzezeit.
2. Einige verbrannter Knochenreste eines offenbar jugendlichen Individuums.
3. Einen zerbrochenen Bronzearmring von etwa 0,5 Zentimeter Drahtstärke und fünf Zentimeter innerem Durchmesser mit übereinander liegenden gerade abgeschnittenen Enden. Er ist stark verwittert und zeigt braune Moorpatina. Vom Ornament aus senkrechten Strichgruppen, zwischen denen Diagonalen gezogen sind, sind nur Bruchteile zu erkennen. Der Zeitstellung nach gehört der Ring in die Stufe III der Bronzezeit nach Oscar Montelius.

Folglich fehlte bereits bei der Öffnung der Kammer das jungsteinzeitliche Grabinventar. Es dürfte anlässlich der Nachbestattung in der Bronzezeit ausgeräumt worden sein. Außerhalb der Steinkammer fand sich eine latènezeitliche Urne mit Leichenbrand, die an einen schrägen Tragstein angelehnt und mit Hügelsand bedeckt war.
Seine Erhaltung verdankt die Anlage dem Lehrer Wilhelmi (Groß Sterneberg), der das Steingrab nicht nur als erster als solches erkannte, sondern sich auch energisch für seine Erhaltung einsetzte, als die Decksteine als Baumaterial für ein Kriegerdenkmal verwendet werden sollten. Das Steingrab wurde im Jahre 1924 zunächst mit der umliegenden Fläche durch den Landkreis Stade angepachtet und 1969 schließlich durch den Landkreis erworben.

### Grab 2

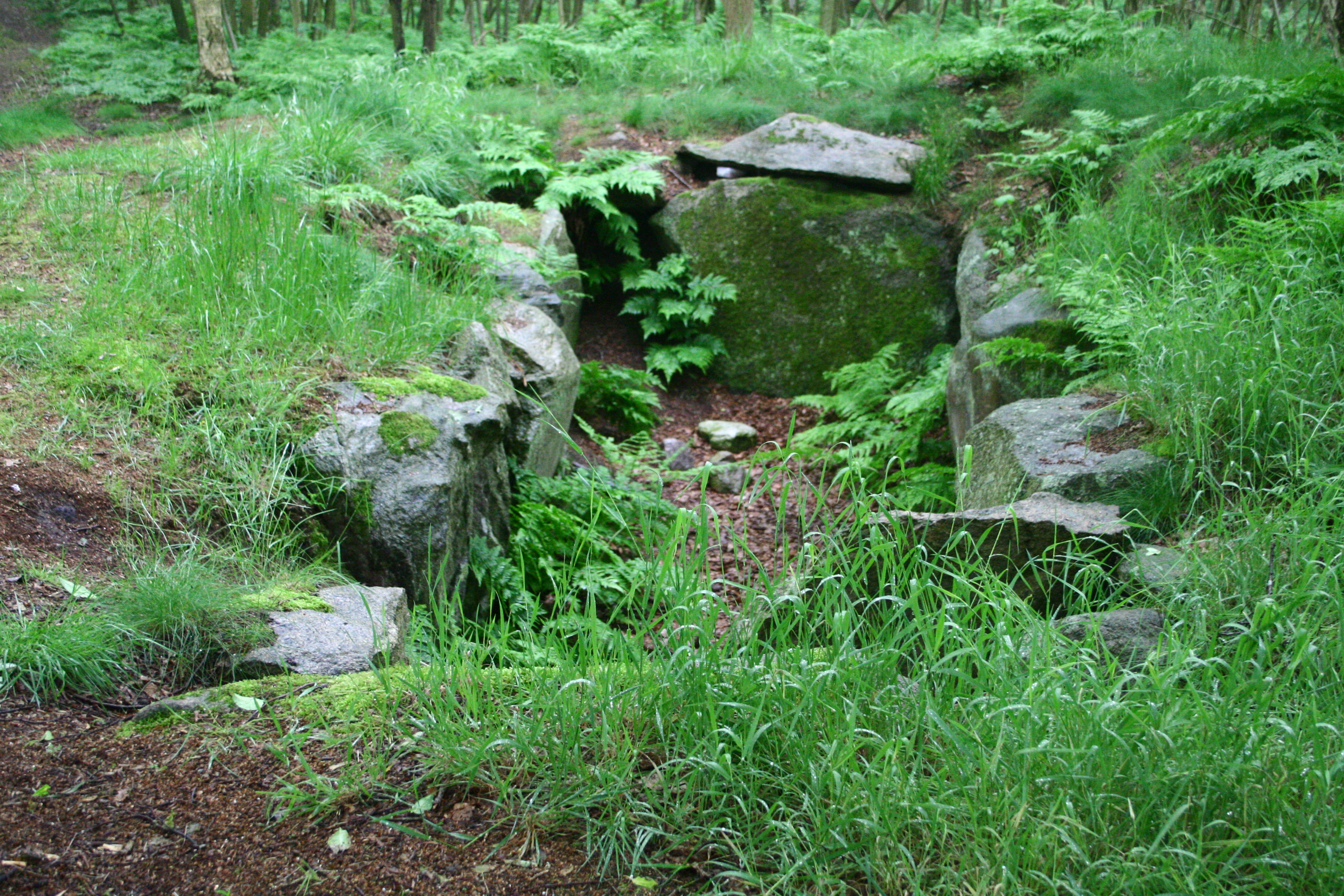
Grab 2

Grab 2 besitzt eine Hügelschüttung mit einer Länge von 20 m und einer Breite von 16 m. Die Grabkammer ist ungefähr west-östlich orientiert. Sie hat eine Länge von 6 m und eine Breite von 1,5 m. Sie besitzt jeweils vier Wandsteine an den Langseiten und einen Abschlussstein an den Schmalseiten. Alle stehen noch in situ.  Sämtliche Decksteine fehlen. Auffällig sind die recht großen Zwischenräume zwischen den Wandsteinen. Jacob-Friesen konnte bei seiner Untersuchung hier vor allem im nordöstlichen Bereich der Kammer noch sorgsam ausgeführtes Zwickelmauerwerk aus plattigen Feldsteinen feststellen.

### Grab 3

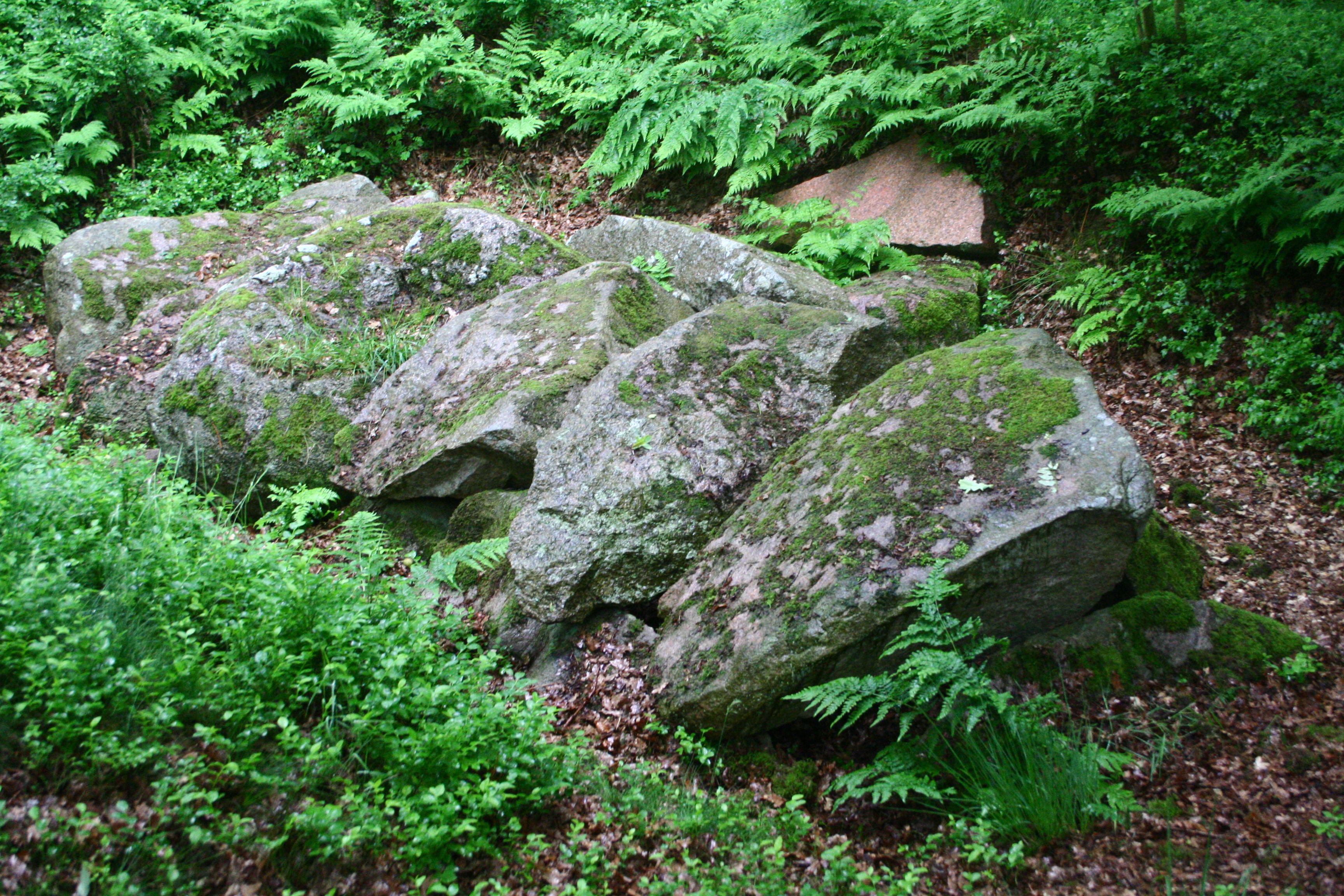
Grab 3

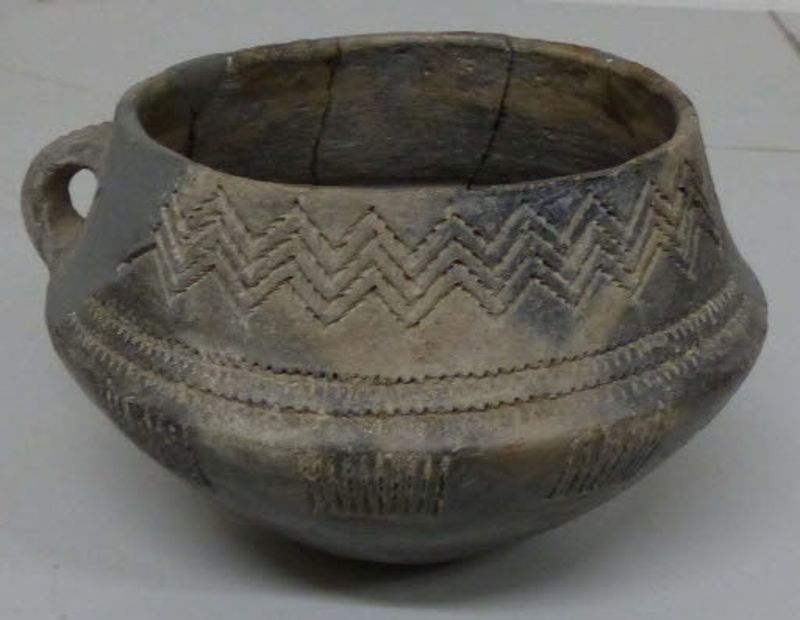
Tasse der Trichterbecherkultur aus Grab 3

Die Anlage ist dem benachbarten Grab 2 sehr ähnlich. Sie besaß eine Hügelschüttung mit einer Länge von 21 m und einer Breite von 18 m. Die darin ruhende Grabkammer ist ungefähr ost-westlich orientiert. Sie hat eine Länge von etwa 5,5 m und eine Breite von 1,5 m. Die Kammer besitzt noch vier Wandsteinpaare an den Langseiten und einen Abschlussstein an der westlichen Schmalseite. Diese stehen alle noch in situ. Der östliche Abschlussstein fehlt. Von den ursprünglich wohl fünf Decksteinen sind noch zwei vorhanden. Sie liegen im östlichen Bereich der Kammer auf den Wandsteinen auf, sind aber vermutlich von ihrer ursprünglichen Position etwas nach Westen verschoben.

### Grab 4
Das Grab besitzt eine Hügelschüttung, in der durch Aufgrabungen Teile einer Grabkammer sichtbar wurden. Dies geschah erst nach Jacob-Friesens Grabungen an den anderen drei Gräbern, so dass keine nähere Untersuchung erfolgte. Zu erkennen sind lediglich ein Deckstein und zwei nördlich und östlich daran angrenzende Wandsteine. Nach Ernst Sprockhoff könnte es sich bei dem östlichen Stein um einen Abschlussstein und bei dem nördlichen um einen Wandstein einer Langseite handeln. Ob der Rest der Grabkammer zerstört wurde oder noch unberührt unter der Erde verborgen liegt, ist unklar.